# Цапатах
Цапатах (арм. Ծափաթաղ, до 1991 года — Кызылкенд) — село в Гехаркуникской области Армении.

## География
Село расположено в восточной части марза, вблизи места впадения реки Тандзут в озеро Севан, к востоку от автодороги , на расстоянии 87 километров к востоку от города Гавар, административного центра области. Абсолютная высота — 1950 метров над уровнем моря.
Климат
Климат характеризуется как умеренно холодный, влажный (Dfb в классификации климатов Кёппена). Среднегодовая температура воздуха составляет +4 °C. Средняя температура самого холодного месяца (января) составляет −6,4 °С, самого жаркого месяца (августа) — +15 °С. Расчётная многолетняя норма атмосферных осадков — 792 мм. Наибольшее количество осадков выпадает в мае (110 мм).

## Население
Численность постоянного населения по состоянию на 1 января 2023 года составляла 249 человек.
| Год переписи | Население          | Население          | Население          | Население            | Население            | Население            |
| Год переписи | Наличное население | Наличное население | Наличное население | Постоянное население | Постоянное население | Постоянное население |
| Год переписи | Всего              | Мужчины            | Женщины            | Всего                | Мужчины              | Женщины              |
| ------------ | ------------------ | ------------------ | ------------------ | -------------------- | -------------------- | -------------------- |
| 2001         | 274                | 132                | 142                | 275                  | 133                  | 142                  |
| 2011         | 279                | 138                | 141                | 360                  | 191                  | 169                  |

| Год  | Численность | Численность |
| ---- | ----------- | ----------- |
| 1873 | 107         | [ 8 ]       |
| 1897 | 244         | [ 8 ]       |
| 1926 | 345         | [ 8 ]       |
| 1939 | 522         | [ 8 ]       |
| 1959 | 600         | [ 8 ]       |
| 1970 | 839         | [ 8 ]       |
| 1979 | 1140        | [ 8 ]       |
| 1989 | 32          | [ 8 ]       |
| 2001 | 275         | [ 8 ]       |
| 2011 | 360         | [ 9 ]       |